# تسعير فعال

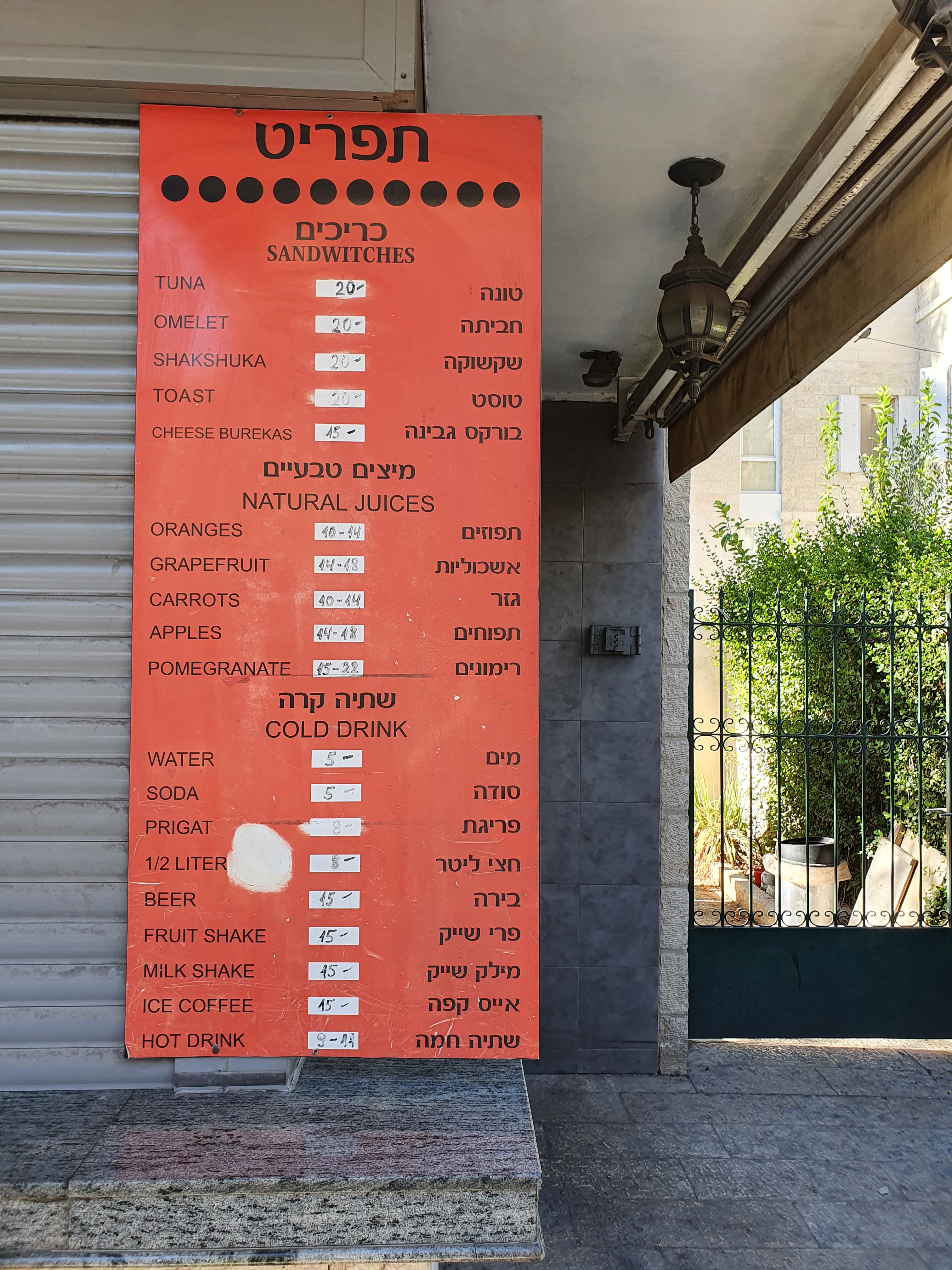
قائمة أسعار متغيرة في مطعم للوجبات السريعة

التسعير الفعال، ويُشار إليه أيضًا باسم التسعير وفق التيار، أو التسعير وفق الطلب، أو التسعير تبعًا للفترة الزمنية، هو استراتيجية تسعيرية تضع فيها الشركات أسعارًا مرنة للمنتجات أو الخدمات اعتمادًا على الطلب الحالي في السوق. بإمكان الشركات تغيير الأسعار بناءً على خوارزميات تأخذ بعين الاعتبار أسعار المنافسين، العرض والطلب، وعوامل خارجية أخرى في السوق. يُعتبر التسعير الفعال ممارسة شائعة في صناعات عديدة مثل الضيافة، والسياحة، والترفيه، والبيع بالتجزئة، والكهرباء، والنقل العام. تسلك كل واحدة من هذه الصناعات منهجًا مختلفًا في التسعير الفعال اعتمادًا على حاجاتها الخاصة والطلب على المنتج. يُعتبر التسعير الفعال أمرًا مكروهًا من قبل بعض العملاء لأنه يفضل الأثرياء منهم، الذين من المستبعد أن يمتنعوا عن شراء المنتج في حال وجود طلب كبير عليه، مثل سوق الكهرباء خلال موجة حر أو صناعة الطعام في أثناء مجاعة ما.

## طرق التسعير الفعال

### تسعير المرابحة
تسعير المرابحة هو الطريقة الأساسية للتسعير. يفرض المتجر على الزبائن التكلفة المطلوبة لإنتاج المنتج ببساطة بالإضافة إلى مقدار ربح محدد مسبقًا.
من السهل تطبيق طريقة التسعير الفعال، لكنها تأخذ بعين الاعتبار المعلومات الداخلية فقط عند التسعير، ولا تأخذ المؤثرين الخارجيين مثل ردود أفعال السوق، والطقس، أو التغير في قيم المستهلكين بعين الاعتبار. من الممكن أن تسهل أداة التسعير الفعال من تحديث الأسعار، ولكنها لن تجريه في حال لم يأخذ المستخدم المعلومات الخارجية مثل أسعار أسواق المنافسين بعين الاعتبار.

### التسعير وفق المنافسين
تراقب الشركات الراغبة بوضع أسعار منافسة أسعار منافسيها وتقرر أسعارها وفقًا لها. تُسمى هذه الاستراتيجية بطريقة التسعير وفق المنافسين. المنافس الذي تراقبه معظم الشركات في عملية البيع بالتجزئة هو أمازون، الذي يغير أسعاره بشكل متكرر خلال اليوم. يُعتبر موقع أمازون قائدًا في سوق البيع بالتجزئة يغير أسعاره بشكل دائم، ما يشجع تجار الجملة الآخرين على تغيير أسعارهم للحفاظ على المنافسة. 
من الممكن أن تزيد طريقة التسعير وفق المنافسين الفعالة المبيعات، خصوصًا عند استغلال نفاد بضاعة بائعي التجزئة الآخرين. لكن دون وضع حدود مناسبة لهذه الطريقة، من الممكن أن تقود التجار إلى القاع حيث تتنافس المتاجر بشراسة على المبيعات وتطيح بالأسعار. تضع برامج التسعير الفعال حدودًا تحمي الأسواق من حدوث ذلك.

### التسعير وفق القيمة والمرونة
على الشركات أن تطلب سعر منتج ما بما يساوي قيمته لدى المستهلك. يُدعى ذلك بالتسعير على أساس القيمة. بما أن هذه القيمة تختلف من شخص إلى آخر، من الصعب معرفة القيمة المثالية ووضع أسعار مختلفة لكل شخص. على أي حال، يمكن استخدام نية المستهلكين بالدفع كبديل للقيمة المتخيلة. بوجود مرونة عند تسعير المنتجات، بإمكان الشركات حساب عدد المستهلكين ممن لديهم نية الدفع مقابل المنتج في كل تسعيرة على حدة. تُعتبر السلع ذات المرونة المرتفعة حساسة جدًا تجاه التغييرات السعرية، بينما تكون السلع الأقل مرونة أقل حساسية للتغييرات السعرية (في حال ثبات باقي العوامل). نتيجة لذلك، تكون السلع ذات المرونة الأقل أكثر قيمة لدى المستهلكين في حال تساوت جميع العوامل الأخرى. الجانب الفعال في طريقة التسعير هذه هي أن المرونة تتغير حسب المنتج، والفئة، والوقت، والموقع، وتجار التجزئة. 

### التسعير وفق معدل التحول
تقيس معدلات التحول عدد متصفحي موقع ما ممن يتحولون إلى مشترين. عندما يكون معدل تحول المشاهدين إلى مشترين منخفضًا، يكون تخفيض السعر لزيادة معدل التحول أمرًا داعمًا مع وجود استراتيجية تسعير فعالة.